# سورن (سيدي يعقوب)
سورن هي إحدى مشيخات المملكة المغربية، تتبع جغرافيا لإقليم أزيلال وإداريًا لسيدي يعقوب. يقدر عدد سكانها بـ 4998 نسمة حسب الإحصاء الرسمي للسكان والسكنى لسنة 2004.